# Esteve Riambau

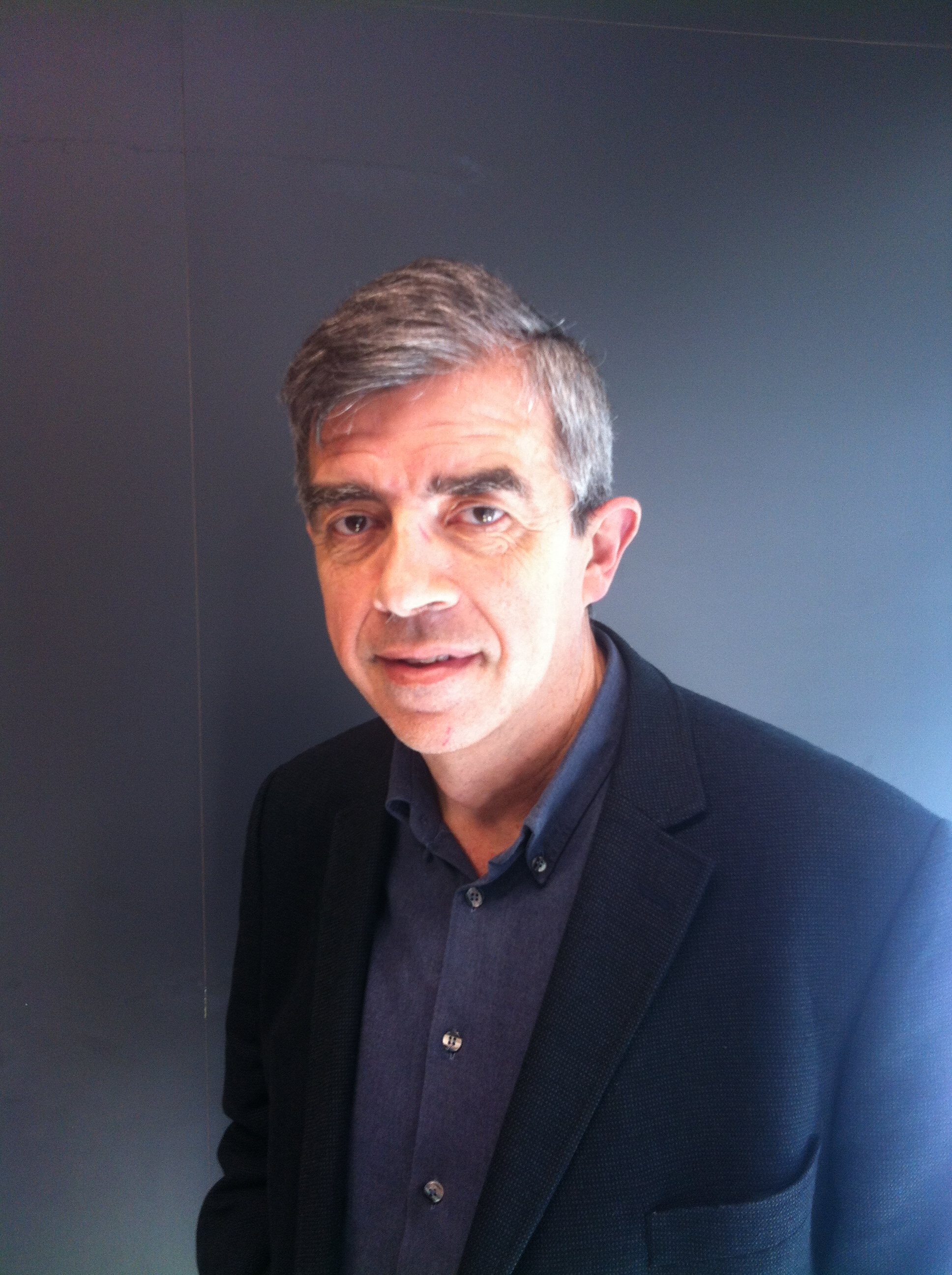
Esteve Riambau

Esteve Riambau (Barcelona, 1955) es un historiador, crítico y realizador cinematográfico español, doctor en Ciencias de la Comunicación y licenciado en Medicina y Cirugía. 

## Biografía
Ejerció la especialidad de Nefrología hasta 1989. Ejerció como profesor titular del Departamento de Comunicación Audiovisual y Publicidad de la Universidad Autónoma de Barcelona hasta 2024 y, entre 2010 y 2024, fue el director de la Filmoteca de Cataluña, en cuya nueva sede se celebró en 2013 el Congreso de la FIAF (Federation Internationale des Archives du Film), entidad de la que ha ocupado una de las vicepresidencias y ha sido miembro del Comité Ejecutivo entre 2011 y 2017. Profesor del máster de Documental Creativo y del de Investigación en Comunicación Audiovisual de la UAB, ha impartido conferencias en la Escuela de Cine de San Antonio de los Baños (Cuba) y en las universidades de Stanford (EE.UU), París III, Roma, San Francisco State University, UCLA (Los Ángeles). Cambridge University (UK) o UMass (Amherst), así como en el MoMA de Nueva York o la Cinémathèque Française. En 2017 fue condecorado por el gobierno francés como Officier de l'Ordre des Arts et des Lettres por su contribución en el ámbito de la cultura y, en 2022, ocupó la Cátedra Mercé Rodoreda de la CUNY (Nueva York).. . 
Junto con Elisabet Cabeza, ha codirigido los largometrajes La doble vida del faquir (2005) y Màscares (2009), ambos estrenados en el Festival de Cine de San Sebastián y premiados en diversos certámenes internacionales, y en colaboración con Àlex Gorina, ha codirigido la primera temporada de la serie documental La gran il·lusió. Relat intermitent del cinema català (2019), coproducida por TVC y la Filmoteca de Catalunya. En 2022 dirigió el cortometraje Vidres de colors, presentado en el Festival de Cine Español de Málaga. 
Ha dedicado una particular atención a la figura multimediática de Orson Welles, materializada en los libros Orson Welles. El espectáculo sin límites (1985), Orson Welles (1993), Orson Welles. Una España inmortal (1993) y Las cosas que hemos visto. Welles y Falstaff (2015; premio Film Historia), como coguionista del documental Orson Welles en el país de Don Quijote (Canal +, 2000). En teatro, ha dirigido y adaptado la obra de Richard France Su seguro servidor, Orson Welles (2008), estrenada en el festival Grec de Barcelona y finalista a los premios Max de teatro, y ha escrito y dirigido Feliç centenari, Mr. Welles! (2015), ambas protagonizadas por José María Pou. 
Desde finales de los setenta, escribió crítica de cine en diversos medios nacionales (Fotogramas, Dirigido por, Archivos de la Filmoteca, Avui) e internacionales (Cinema Nuovo, Cahiers du Cinéma, Cineaste, Cahiers de la Cinémathèque) y es autor, coautor o editor de unos cuarenta libros sobre Historia del Cine que incluyen estudios monográficos sobre Stanley Kubrick (1990), Marco Ferreri (1990), Francis Ford Coppola (1997), Pepón Coromina (1999), Charles Chaplin (2000) o Jaime Camino (2007). Especialista en cine francés, ha publicado: La ciencia y la ficción. El cine de Alain Resnais (1988), La vida, la muerte. El cine de Bertrand Tavernier (1992), El cine francés 1958-1998. De la Nouvelle Vague al final de la escapada (1998), Robert Guédiguian: Grandes ilusiones (1999) o De traidores y héroes. El cine de Costa-Gavras (2003). Coordinador de tres volúmenes de una Historia General del Cine (1995-1998), es coautor de Historia del cine español (1995) y ha sido miembro del comité editorial del Diccionario del cine español (1998). Junto a Casimiro Torreiro ha escrito los ensayos En torno al guion. productores, directores, escritores y guionistas (1998), Guionistas en el cine español. Quimeras, picarescas y pluriempleo (1998; Premio Muñoz Suay de la Academia del Cine Español), Historias, palabras, imágenes. Entrevistas con guionistas del cine español contemporáneo (1999), La Escuela de Barcelona. El cine de la "gauche divine" (1999) o Productores en el cine español: Estado, dependencias y mercado (2008; Premio de la AEHC) y es coautor del documental televisivo La passió possible. L'Escola de Barcelona (BTV, 2.000). La biografía Ricardo Muñoz Suay. Una vida en sombras (2007), ha sido galardonado con el premio Comillas y, por segunda vez, también con el de la Academia de las Artes y Ciencias del Cine Español. Sus últimas publicaciones incluyen El poder de las formas. Francesc Galmés i l'art del protocol (2011), Hollywood en la era digital. De Jurassic Park a Avatar (2011), los catálogos Imatges confrontades. La guerra civil i el cinema (2012) y Multiversions (2013), asociados al comisariado de sendas exposiciones presentadas en la Filmoteca de Catalunya, Laya Films. El cinema a Catalunya durant la Guerra Civil (2018) o CineastXs (2024), este último en colaboración con el fotógrafo Óscar Fernández Orengo. En 2024 editó los textos de Pere Portabella bajo el título Impugnar las normas. Intervenciones sobre arte, cine y política. 

## Filmografía
- 2005 La doble vida del faquir (largometraje coescrito y codirigido con Elisabet Cabeza).
- 2008 Màscares (largometraje coescrito y codirigido con Elisabet Cabeza)
- 2022 Vidres de colors.(cortometraje)

## Televisión
- 2019 La gran il·lusió. Relat intermitent del cinema català (serie de 7 capítulos codirigida con Àlex Gorina. Realizada por Mai Balaguer)